# Dactylochelifer ressli
Espèce
Dactylochelifer ressli est une espèce de pseudoscorpions de la famille des Cheliferidae.

## Distribution
Cette espèce est endémique de Turquie. Elle se rencontre vers Köyceğiz.

## Publication originale
- Beier, 1967 : Ergebnisse zoologischer Sammelreisen in der Türkei. Annalen des Naturhistorischen Museums in Wien, vol. 70, p. 301-323.